# شاين سميث (صحفي)
شاين سميث (بالإنجليزية: Shane Smith) (و. 1970  م) هو صحفي كندي، ولد في أوتا.

## التعليم
تعلم في جامعة كارلتون.

## وصلات خارجية
- شاين سميث على موقع IMDb (الإنجليزية)
- شاين سميث على موقع قاعدة بيانات الفيلم (الإنجليزية)

- شاين سميث في قاعدة بيانات الأفلام على الإنترنت